# Amtsblatt der Stadt Chur
Das Amtsblatt der Stadt Chur ist eine wöchentlich erscheinende, deutschsprachige Regionalzeitung im Kanton Graubünden, die zur Südostschweiz Mediengruppe gehört.
Ihr Verbreitungsgebiet ist Chur und das Umland mit den Gemeinden Churwalden, Felsberg GR, Haldenstein, Maladers, Trimmis und Tschiertschen-Praden. Für all diese politischen Körperschaften übernimmt das Amtsblatt offizielle Verlautbarungen. Daneben erscheinen Artikel zu regionsspezifischen Themen.
Der Redaktionssitz befindet sich in Chur. Die WEMF-beglaubigte Auflage beträgt 5'671 (Vj. 6'016) verkaufte/verbreitete Exemplare.